# Georgius Macropedius

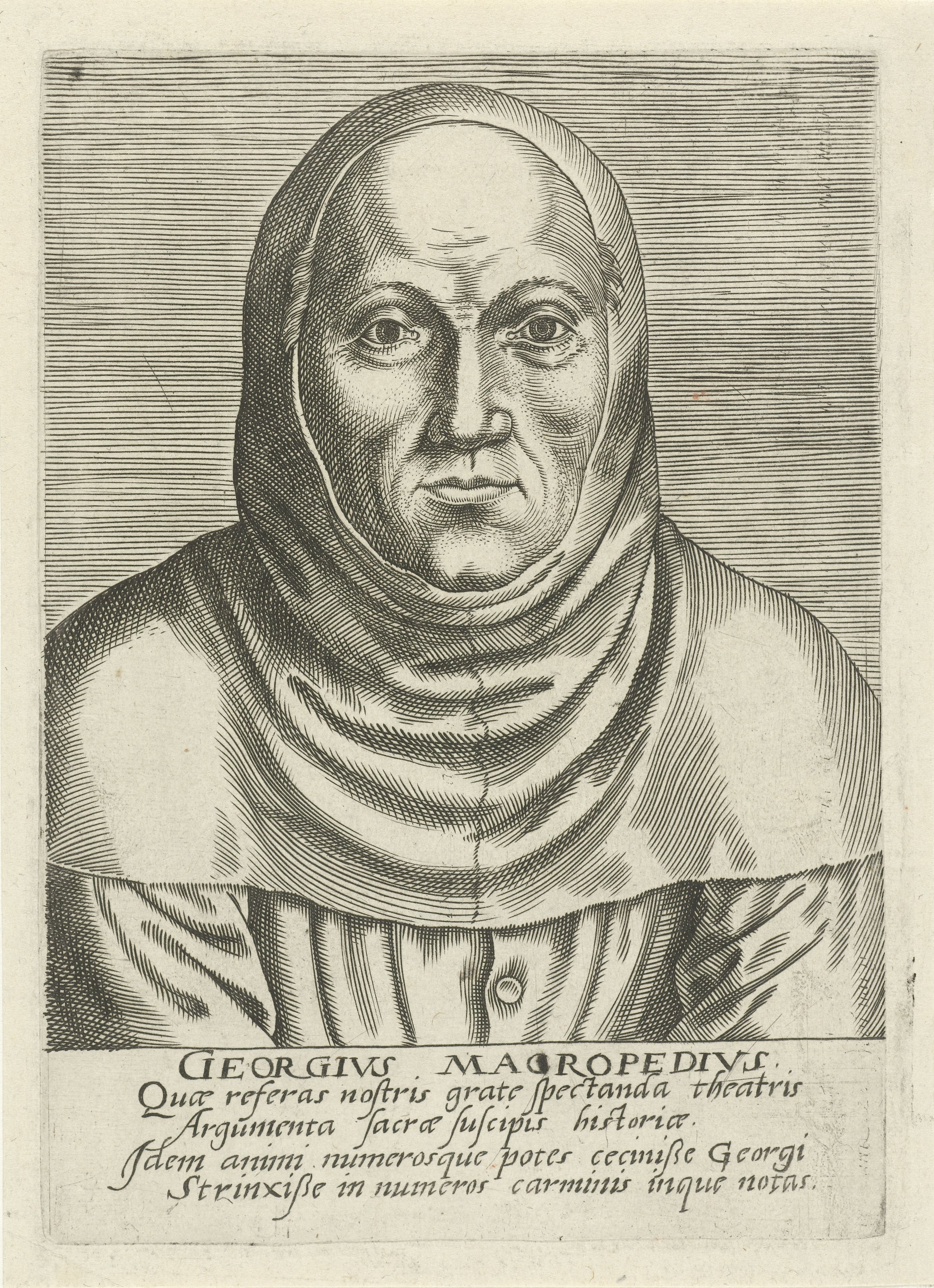
Macropedius. Porträt von Philipp Galle. Gedicht von Benito Arias Montanus.

Georgius Macropedius (niederländisch Joris van Lanckvelt; * vermutlich 23. April 1487 in Gemert; † Juli 1558 in Herzogenbusch) war ein niederländischer Humanist, Schulleiter und neulateinischer Dramatiker.

## Leben
Macropedius wurde 1487 in Gemert geboren. In der dortigen Elementarschule lernte er Lesen, Schreiben und Singen, wahrscheinlich auch ein wenig Rechnen und Latein. Im Alter von neun oder zehn Jahren verließ er Gemert, um sich in Herzogenbusch niederzulassen, damals eine Großstadt mit lebhafter wirtschaftlicher Geschäftigkeit, in der auch der Maler Hieronymus Bosch wohnte. Joris van Lanckvelt wohnte hier in einem der Häuser der Brüder vom gemeinsamen Leben und ging in die Kapitelschule, die zu der dortigen Johannskathedrale gehörte (und die einige Jahre zuvor bereits Erasmus von Rotterdam besucht hatte). Nach dem Abschluss seines Studiums trat er 1502 in die Genossenschaft der Brüder vom gemeinsamen Leben ein. Er nannte sich jetzt Frater Georgius und studierte Latein, Griechisch, Mathematik und Musik, vielleicht auch Hebräisch. Einige Jahre später wurde er zum Priester geweiht und wurde Lehrer in der Lateinschule. Zu jener Zeit (um 1510) begann er (mit dem Drama Asotus) seine schriftstellerische Arbeit.

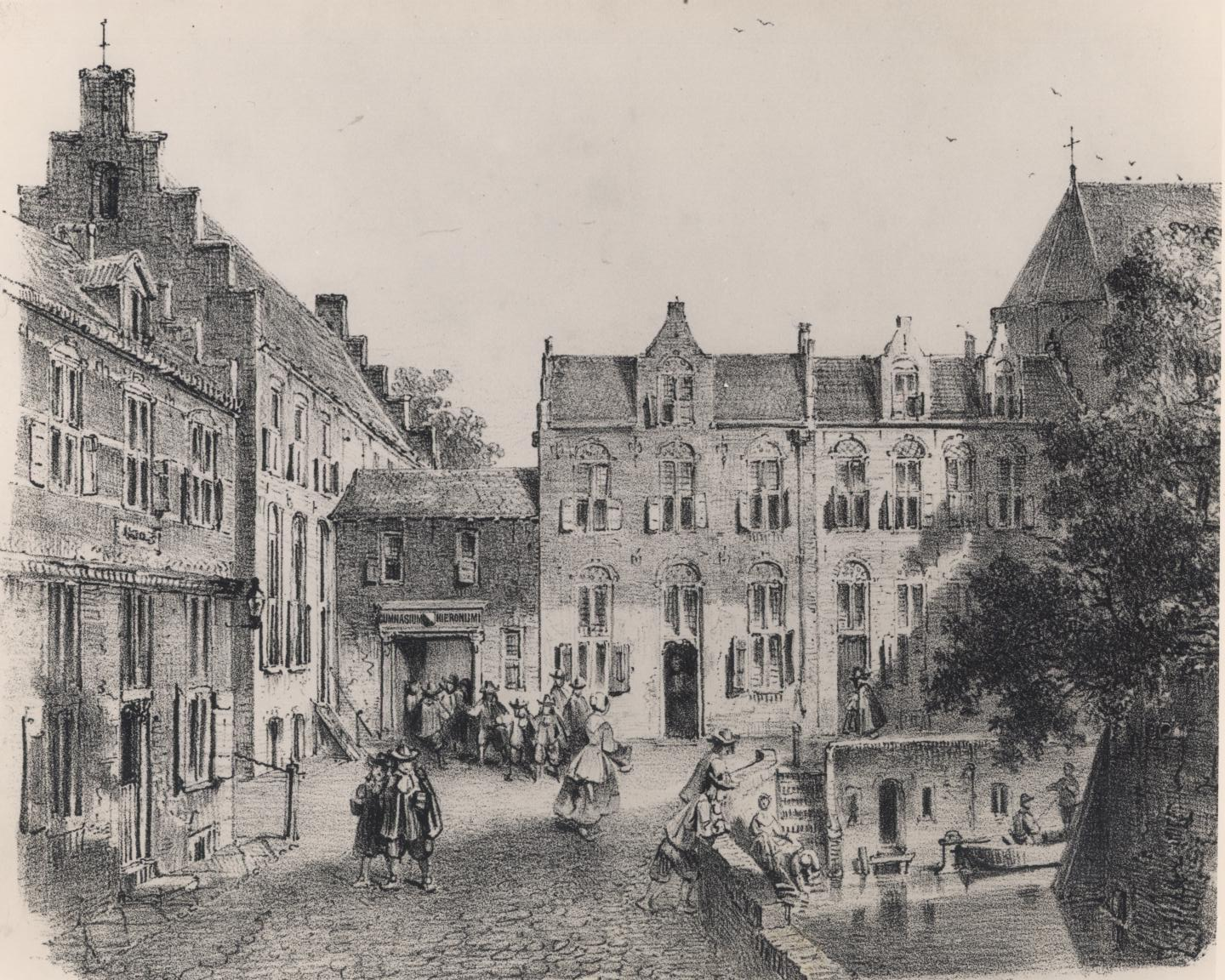
Hieronymusschule zu Utrecht im 17. Jh., Zeichnung von J. Liefland, Utrecht 1857

Mittlerweile nannte Joris van Lanckvelt sich nach humanistischer Gewohnheit mit seinem griechischen Namen: Georgius Macropedius. In Lüttich war er einige Jahre (1524–1527) Rektor der Schule der Brüder vom gemeinsamen Leben. Diese Hieronymusschule galt am Anfang des sechzehnten Jahrhunderts als die beste aller Brüderschulen. Ein oder zwei Jahre später war er wieder in Herzogenbusch. Dort veröffentlichte er 1530 eine Grammatik der griechischen Sprache. 1531 wurde er – auf Bitten der Utrechter Stadtverwaltung – von seinem Orden nach Utrecht, damals die größte Stadt der nördlichen Niederlande, versetzt. Hier wurde er Lehrer und Rektor der Hieronymusschule. Jedes Jahr dichtete er ein Schullied und komponierte selbst die Musik dazu.
1557 fand seine Tätigkeit als Rektor der Schule in Utrecht ein Ende. Als kränklicher Greis, von Gicht geplagt, kehrte Macropedius nach Herzogenbusch zurück. Im Juli 1558, während einer Pestepidemie, raffte ein Fieber ihn dahin. Er wurde in der Stadt in der Kirche seiner Bruderschaft begraben. Die Kirche mit dem Grab sowie einem Gemälde mit seinem Bildnis existieren heute jedoch nicht mehr.

## Werke

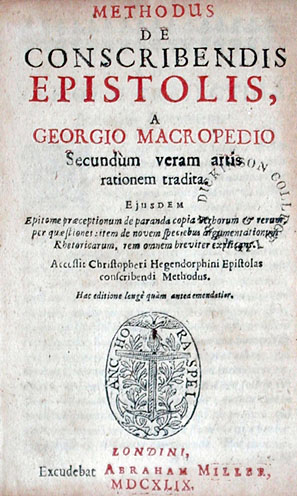
Methodus de Conscribendis Epistolis. Letzte Ausgabe von Abraham Miller, London 1649. Dickinson College, Carlisle, Pennsylvania, USA.

Macropedius war darum bemüht, bessere Schulbücher als die aus dem Mittelalter überlieferten zu verfassen. Er veröffentlichte sieben verschiedene Lehrwerke, die hauptsächlich in Herzogenbusch, Utrecht, Antwerpen, aber auch in Basel, Köln, London und Paris gedruckt wurden. Sein am meisten gedrucktes Buch ist die Epistolica, ein Lehrbuch für Rhetorik und die Kunst des Briefschreibens. Es wurde erstmals 1543 in Antwerpen gedruckt und später noch mehrfach in Herzogenbusch und in Leiden. Nach dem Tod des Macropedius wurde es im Deutschen Reich und in England unter dem Titel Methodus de Conscribendis Epistolis noch gedruckt in Dillingen, Basel, Köln, Frankfurt am Main und zehn Mal in London (letztmals 1649 von Abraham Miller).
Seinen größten Ruhm verdankt Macropedius seinen Tragödien und Lustspielen, die zwischen 1510 und 1556 entstanden und ab 1535 veröffentlicht wurden:
- 1535 Rebelles („Die aufsässigen Schüler“) und Aluta
- 1536 Petriscus
- 1537 Asotus
- 1538 Andrisca
- 1539 Hecastus
- 1540 Bassarus
- 1541 Lazarus mendicus
- 1544 Josephus

Im Rahmen der Gesamtausgabe seiner Stücke, die 1552–1553 in zwei Bänden erschien (Omnes Georgii Macropedii Fabulae Comicae), wurden außerdem noch Adamus und Hypomone erstmals veröffentlicht. Den Abschluss bildete 1556 die Edition des Jesus scholasticus.

Deutsche Übersetzung des Rebelles durch S. Roth, Neuötting 1557. Tiroler Landesmuseum Ferdinandeum, Innsbruck.

Die Anregung zum Dichten erhielt Macropedius – wie er selbst in der Vorrede zu seiner Komödie Rebelles darlegt – durch den Humanisten Johannes Reuchlin, der um 1500 in Deutschland die Grundlagen des neolateinischen Dramas gelegt hatte. Macropedius behandelte biblisch-historische und fiktive Stoffe: Rebelles und Petriscus sind Schuldramen über Schule, Schüler, Lehrer und Eltern, Aluta und Andrisca Possenspiele und der Bassarus ein Faßnachtspiel. Biblische Stoffe werden verarbeitet in den Stücken Asotus (vom verlorenen Sohn), Lazarus, Josephus (Joseph in Ägypten), Adamus und Jesus scholasticus. Hypomone ist eine Allegorie.
Die Stücke erfuhren in ganz Europa weite Verbreitung und wurden mehrfach in andere Sprachen übersetzt. Der Hecastus etwa wurde 1549 von Hans Sachs in einer deutschen Fassung publiziert, Rebelles und Aluta wurden 1557 von Simon Roth, einem Schulmeister in Neuötting (Bayern), ins Deutsche übersetzt und veröffentlicht. Der Asotus wurde 1565 von Studenten in Cambridge und 1566 von den Studenten der Prager Universität aufgeführt.
Im siebzehnten und im achtzehnten Jahrhundert geriet Macropedius in Vergessenheit. Ende des neunzehnten Jahrhunderts wurde er wiederentdeckt. Seither sind einige Arbeiten über ihn erschienen. Moderne, kritische Editionen seiner Stücke sind bisher allerdings Mangelware.

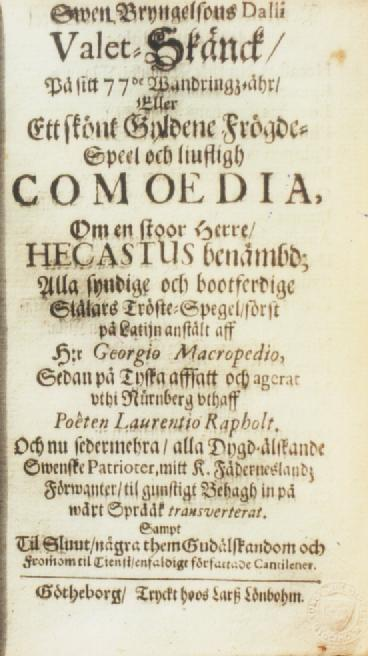
Schwedische Übersetzung des Hecastus durch S. Dalius (Druck von L. Löhnbohm in Göteborg 1681, 142 Jahre nach dem Erstdruck). Königliche Bibliothek, Stockholm

## Ausgaben
- Rudolphus Cornelis Engelberts (Hrsg.): Georgius Macropedius: Bassarus. Gianotten, Tilburg 1968 (kritische Ausgabe des lateinischen Textes mit niederländischer Übersetzung)
- Henricus Paulus Maria Puttiger (Hrsg.): Georgius Macropedius' Asotus. De Graaf, Nieuwkoop 1988, ISBN 90-6004-394-4 (lateinischer Text mit niederländischer Übersetzung)
- Yehudi Lindeman: Macropedius: Two Comedies. Rebelles (The Rebels), Bassarus. De Graaf, Nieuwkoop 1983, ISBN 90-6004-376-6 (lateinischer Text und englische Übersetzung)